# Pemberville
Pemberville és una població dels Estats Units a l'estat d'Ohio. Segons el cens del 2000 tenia 1.365 habitants.

## Demografia
Segons el cens del 2000, Pemberville tenia 1.365 habitants, 541 habitatges, i 374 famílies. La densitat de població era de 474,8 habitants per km².
Dels 541 habitatges en un 34,2% hi vivien nens de menys de 18 anys, en un 57,3% hi vivien parelles casades, en un 8,7% dones solteres, i en un 30,7% no eren unitats familiars. En el 27,7% dels habitatges hi vivien persones soles el 13,9% de les quals corresponia a persones de 65 anys o més que vivien soles. El nombre mitjà de persones vivint en cada habitatge era de 2,52 i el nombre mitjà de persones que vivien en cada família era de 3,07.
Per edats la població es repartia de la següent manera: un 27% tenia menys de 18 anys, un 7,8% entre 18 i 24, un 27,9% entre 25 i 44, un 22% de 45 a 60 i un 15,2% 65 anys o més.
L'edat mediana era de 38 anys. Per cada 100 dones de 18 o més anys hi havia 87,6 homes.
La renda mediana per habitatge era de 50.938 $ i la renda mediana per família de 57.361 $. Els homes tenien una renda mediana de 40.050 $ mentre que les dones 26.944 $. La renda per capita de la població era de 20.248 $. Aproximadament el 2,1% de les famílies i el 3,4% de la població estaven per davall del llindar de pobresa.

## Poblacions més properes
El següent diagrama mostra les poblacions més properes.